# باريس لاس فيغاس
باريس لاس فيغاس هو فندق وكازينو يقع في لاس فيغاس ستريب،بارادايس،نيفادا.تم تصميم الفندق ليحاكي باريس حيث تم بناء نسخة من برج إيفل بأترفاع 164 متر.